# Фогт-Мунье, Сесиль
Сесиль Фогт (фр. Cécile Vogt-Mugnier, 27 марта 1875, Annecy — 4 мая 1962, Кембридж) — французский невропатолог и нейрофизиолог. Вместе с мужем Оскаром Фогтом исследовала человеческий мозг. Мать исследовательниц Марте и Маргариты Фогт.

## Профессиональная карьера

### Обучение и карьера
Сесиль Фогт защитила докторскую диссертацию в Париже в 1900 году, училась у Пьера Мари в больнице Бисетр. В то время женщины составляли лишь 6% из защищающих докторские диссертации, даже несмотря на то, что прошло тридцать лет после того, как женщины впервые были вовлечены в медицинские исследования. Выводы Фогт и её мужа про миелиногенез помогли ей во время диссертационной работы над волокнистыми системами в коре головного мозга кошек (Étude sur la myelination of hémishères cérébraux) и начала их исследований в архитектонике. В Берлине 16 января 1920 года Фогт получила лицензию. Благодаря научным достижениям и медицинскому опыту ей не нужно было сдавать экзамены или проходить год практической подготовки.
Несмотря на свои достижения, собственная карьера и признание Фогт оставались минимальными. Лишь в 1919 — 1937 годах она занимала официальную, платную должность исследователя в институте Кайзера Вильгельма. Должность руководителя кафедры соответствовала должности экстраординарного профессора. Однако большую часть своей жизни она работала без компенсации и жила на доходы своего мужа.

### Основание исследовательского института
В 1898 год Фогт основали в Берлине частный научно-исследовательский институт (Неврологический центр), который был официально связан с физиологическим институтом Харити как Нейробиологическая лаборатория Берлинского университета. Этот институт послужил основанием для формирования в 1914 году института Кайзера по исследованиям мозга (Kaiser Wilhelm Institute for Brain Research), директором которого был Оскар. Этот институт также дал начало Институту Макса Планка по исследованию мозга в 1945 году.
В 1936 году Фогт сопровождала своего мужа на Юг Германии, где они основали Институт исследований мозга и общей биологии в Нойштадте.
В 1959 году Фогт основали Институт исследований мозга. В 1964 году он вошёл в состав Дюссельдорфского университета и там сохраняется одна из крупнейших коллекций фрагментов головного мозга в мире.

### Награды и достижения
В 1924 году Сесиль Фогт вместе со своим мужем стала соредактором журнала «Психология и неврология».
В 1932 году Сесиль Фогт получила наивысшую научную академическую награду, когда супруги Фогты были избраны в Леопольдину в Галле. В 1950 году она и Оскар были отмечены национальной премией Первого класса Германской Демократической Республики. Фогт также получила почётные звания доктора наук от университетов Фрайбурга, Йены и Берлинского университета.
Пара Фогт позже получила общественное внимание из-за романа «Мозг Ленина» Тильмана Шпенглера (1991), когда Оскар Фогт получил почётное задание исследовать мозг Ленина после его смерти.

## Личная жизнь

### Ранние годы
Сесиль Фогт родилась 27 марта 1875 года в Анси (Франция). Состоятельная и набожная тётя платила за её образование в монастырской школе, но Сесиль вернулась жить к матери, продолжая обучение. Она готовилась к бакалаврским экзаменам с частными преподавателями и получила степень бакалавра в области естественных наук. В возрасте 18 лет Сесиль стала одной из немногих женщин, поступивших в медицинскую школу в Париже.

### Семья
В 1899 году Сесиль вышла замуж за Оскара Фогта. Пара Фогт совместно работала над своими исследованиями шестьдесят лет, как правило, Сесиль была основным автором. У Фогт родилось двое детей —  Марте и Маргарита. Обе стали признанными учёными.
- Марте Фогт[англ.] (1903—2003) — нейрофармаколог, стала членом Королевского общества и профессором в Кембридже.
- Маргарита Фогт[англ.] (1913—2007) начала развиваться в области генетики, исследовала дрозофил. Эмигрировала в США в 1950 году, где продолжила карьеру учёного.

## Поздние годы
Позже в своей карьере Фогт обратила внимание на генетику, экспериментируя над насекомыми, которых они собирали во время отпусков на Кавказе, Балканах, в Северной Африке и Балеарских островах. Их младшая дочь Маргарита проводила эти исследования в течение десяти лет, прежде чем уехать в Калифорнию.
Пара продолжала свою работу до тех пор, пока Оскар Фогт не умер в 1959 году, а после смерти мужа Фогт переехала в Кембридж (Англия), чтобы быть со своей старшей дочерью Марте. Сесиль умерла там в 1962 году.